# Boleazubî, Zbaraj
Boleazubî (în ucraineană Болязуби) este un sat în comuna Kolodne din raionul Zbaraj, regiunea Ternopil, Ucraina.

## Demografie
Componența lingvistică a localității Boleazubî
     Ucraineană (99,79%)
Conform recensământului din 2001, majoritatea populației localității Boleazubî era vorbitoare de ucraineană (99,79%), existând în minoritate și vorbitori de alte limbi.